# OTI 1972
La I edición del Gran Premio de la Canción Iberoamericana o el Festival de la OTI tuvo lugar a finales de 1972 en el Palacio de Congresos y Exposiciones de Madrid, y fue transmitido a 20 países en América, junto a España y Portugal, siendo hasta el minuto el certamen musical transmitido a mayor cantidad de países en directo. Sus presentadores fueron Rosa María Mateo y el chileno Raúl Matas. Fue compuesta especialmente una sinfonía musical para el Festival, tal como en Festival de la Canción de Eurovisión que lo hace el Te Deum de Marc-Antoine Charpentier; en este caso, la «Melodía iberoamericana» de Ernesto Halffter.

## Desarrollo
En esta edición, quien fuera llevada a colores a varios de los países miembros de la OTI, se destacan las participaciones del panameño Basilio, quien años más tarde marcara un rotundo éxito con el tema Cisne cuello negro; el cantautor argentino Víctor Heredia, la peruana Betty Missiego, quien a pesar del último lugar que obtendría defendiendo a su país, haría una destacada carrera en España, llegando incluso a obtener el segundo lugar en el Festival de la Canción de Eurovisión 1979 representando a España; la portuguesa Tonicha, quien en 1971 representara a su país en Festival de la Canción de Eurovisión 1971, en este caso presentándose con una canción obra de José Cid, quien también participaría como intérprete en la OTI en 1979 y 1981, además del Festival de la Canción de Eurovisión 1980; y la española Marisol, quien había alcanzado una enorme fama y popularidad por sus películas musicales a principios de los 60.
El festival no estuvo exento de polémicas, al ser descalificado el tema mexicano, Yo no voy a la guerra, por considerarse políticamente incorrecto, atendiendo al entorno político de la sede que albergó al festival (en la Dictadura de Francisco Franco). Asimismo, un bache de última hora producto de una acción judicial presentada por el autor del tema representante de España, Manuel Alejandro, al ver modificado su arreglo musical por el director de orquesta oficial del festival, Augusto Algueró; sin embargo la acción no pasó a mayores, interpretando Marisol el tema con el arreglo de Augusto Algueró.
Brasil obtuvo el primer lugar con un tema llamado Diálogo obra del destacado guitarrista de bossa nova Baden Powell, seguido de Panamá y en tercer lugar España, la cual fue sin embargo una dada erróneamente como ganadora en la premiación por la presentadora, error que fue rápidamente corregido por Raúl Matas.

## Participantes
| País                 | Título de la canción                   | Título de la canción                   |
| País                 | Artista                                | Idioma                                 |
| -------------------- | -------------------------------------- | -------------------------------------- |
| Argentina            | «Sabes que aquí estamos, América»      | «Sabes que aquí estamos, América»      |
| Argentina            | Víctor Heredia                         | Español                                |
| Bolivia              | «No volveré a pasar por allí»          | «No volveré a pasar por allí»          |
| Bolivia              | Arturo Quezada                         | Español                                |
| Brasil               | «Diálogo»                              | «Diálogo»                              |
| Brasil               | Cláudia Regina y Tobias                | Portugués                              |
| Chile                | «Una vez, otra vez»                    | «Una vez, otra vez»                    |
| Chile                | Guillermo Basterrechea                 | Español                                |
| Colombia             | «Volverás a mis brazos»                | «Volverás a mis brazos»                |
| Colombia             | Christopher                            | Español                                |
| España               | «Niña»                                 | «Niña»                                 |
| España               | Marisol                                | Español                                |
| México               | «Yo no voy a la guerra»                | «Yo no voy a la guerra»                |
| México               | Alberto Ángel                          | Español                                |
| Panamá               | «Oh, Señor»                            | «Oh, Señor»                            |
| Panamá               | Basilio                                | Español                                |
| Perú                 | «Recuerdos de un adiós»                | «Recuerdos de un adiós»                |
| Perú                 | Betty Missiego                         | Español                                |
| Portugal             | «Glória, glória, aleluia»              | «Glória, glória, aleluia»              |
| Portugal             | Tonicha                                | Portugués                              |
| Puerto Rico          | «Por ti»                               | «Por ti»                               |
| Puerto Rico          | Chucho Avellanet                       | Español                                |
| República Dominicana | «Siempre habrá en la luna una sonrisa» | «Siempre habrá en la luna una sonrisa» |
| República Dominicana | Fernando Casado                        | Español                                |
| Uruguay              | «Busco mi destino»                     | «Busco mi destino»                     |
| Uruguay              | Rona                                   | Español                                |
| Venezuela            | «Sueños de cristal y miel»             | «Sueños de cristal y miel»             |
| Venezuela            | Mirla Castellanos                      | Español                                |

## Resultados
| #                                                          | País                 | Artista(s)              | Canción                              | Lugar | Puntos | Idioma    |
| ---------------------------------------------------------- | -------------------- | ----------------------- | ------------------------------------ | ----- | ------ | --------- |
| 01                                                         | Bolivia              | Arturo Quezada          | No volveré a pasar por allí          | 9     | 3      | Español   |
| 02                                                         | Chile                | Guillermo Basterrechea  | Una vez, otra vez                    | 7     | 4      | Español   |
| 03                                                         | Puerto Rico          | Chucho Avellanet        | Por ti                               | 4     | 6      | Español   |
| 04                                                         | España               | Marisol                 | Niña                                 | 3     | 7      | Español   |
| 05                                                         | Colombia             | Christopher             | Volverás a mis brazos                | 9     | 3      | Español   |
| 06                                                         | Perú                 | Betty Missiego          | Recuerdos de un adiós                | 9     | 3      | Español   |
| 07                                                         | Uruguay              | Rona                    | Busco mi destino                     | 9     | 3      | Español   |
| 08                                                         | Argentina            | Víctor Heredia          | Sabes que aquí estamos, América»     | 9     | 3      | Español   |
| 09                                                         | Portugal             | Tonicha                 | Glória, glória, aleluia              | 6     | 5      | Portugués |
| 10                                                         | Venezuela            | Mirla Castellanos       | Sueños de cristal y miel             | 4     | 6      | Español   |
| 11                                                         | Brasil               | Cláudia Regina y Tobias | Diálogo                              | 1     | 10     | Portugués |
| 12                                                         | Panamá               | Basilio                 | Oh, Señor                            | 2     | 8      | Español   |
| 13                                                         | República Dominicana | Fernando Casado         | Siempre habrá en la luna una sonrisa | 7     | 4      | Español   |
| Lugar: Palacio de Congreso y Exposiciones - Madrid, España |                      |                         |                                      |       |        |           |

## Votación por país
| Bandera de Bolivia                             | Bandera de Chile | Bandera de Puerto Rico | Bandera de España | Bandera de Colombia | Bandera de Perú | Bandera de Uruguay | Bandera de Argentina | Bandera de Portugal | Bandera de Venezuela | Bandera de Brasil | Bandera de Panamá | Bandera de la República Dominicana | Total |    |
| Participantes                                  |                  |                        |                   |                     |                 |                    |                      |                     |                      |                   |                   |                                    |       |    |
| Bolivia                                        |                  |                        |                   |                     | 1               | 1                  |                      |                     |                      |                   |                   |                                    | 1     | 3  |
| Chile                                          |                  |                        |                   |                     |                 |                    |                      |                     | 2                    |                   | 1                 | 1                                  |       | 4  |
| Puerto Rico                                    |                  |                        |                   | 1                   | 2               | 1                  |                      |                     |                      |                   |                   |                                    | 2     | 6  |
| España                                         |                  | 1                      | 1                 |                     | 1               |                    | 1                    | 1                   | 1                    |                   |                   | 1                                  |       | 7  |
| Colombia                                       | 1                |                        | 1                 | 1                   |                 |                    |                      |                     |                      |                   |                   |                                    |       | 3  |
| Perú                                           | 1                |                        |                   |                     |                 |                    |                      |                     | 1                    |                   | 1                 |                                    |       | 3  |
| Uruguay                                        |                  | 1                      |                   | 1                   |                 |                    |                      |                     |                      |                   |                   | 1                                  |       | 3  |
| Argentina                                      |                  |                        |                   | 1                   |                 | 1                  | 1                    |                     |                      |                   |                   |                                    |       | 3  |
| Portugal                                       |                  |                        | 1                 |                     |                 | 1                  |                      |                     |                      |                   | 2                 | 1                                  |       | 6  |
| Venezuela                                      |                  |                        | 1                 |                     | 1               |                    | 1                    |                     |                      |                   | 1                 |                                    | 2     | 6  |
| Brasil                                         |                  | 1                      |                   | 1                   |                 | 1                  | 1                    |                     | 1                    | 5                 |                   |                                    |       | 10 |
| Panamá                                         | 1                | 2                      |                   |                     |                 |                    | 1                    | 4                   |                      |                   |                   |                                    |       | 8  |
| República Dominicana                           | 2                |                        | 1                 |                     |                 |                    |                      |                     |                      |                   |                   | 1                                  |       | 4  |
| La tabla está ordenada por orden de aparición. |                  |                        |                   |                     |                 |                    |                      |                     |                      |                   |                   |                                    |       |    |